# Solohov járás
A Solohov járás (oroszul: Шолоховский муниципальный район) Oroszország egyik járása a Rosztovi területen. Székhelye Vjosenszkaja.

## Népesség
- 1989-ben 30 016 lakosa volt.
- 2002-ben 29 629 lakosa volt.
- 2010-ben 27 294 lakosa volt, melyből 26 033 orosz, 294 ukrán, 165 dargin, 138 cigány, 104 örmény, 66 ezid, 43 fehérorosz, 32 csecsen stb.